# Autocrates lini
Autocrates lini — вид жуків родини триктенотомід (Trictenotomidae). Описаний у 2022 році.

## Поширення
Ендемік Китаю. Мешкає у горах Даяошань у провінції Гуансі.

## Опис
Тіло завдовжки від 58-77 мм.